# Alan Sainsbury, Baron Sainsbury
Alan John Sainsbury, Baron Sainsbury (* 13. August 1902; † 21. Oktober 1998) war ein britischer Politiker der Liberal Party, Labour Party sowie zuletzt der Social Democratic Party (SDP), Wirtschaftsmanager sowie Unternehmer, der maßgeblich zum Erfolg der Supermarktkette J Sainsbury beitrug und 1962 als Life Peer aufgrund des Life Peerages Act 1958 Mitglied des House of Lords wurde.

## Leben

### Familie, Beginn der beruflichen Laufbahn und erfolglose Unterhauskandidatur
Alan Sainsbury war ein Enkel von John James Sainsbury, der 1869 zusammen mit seiner Frau Mary Ann Staples Sainsbury das erste Lebensmittelgeschäft in der Drury Lane in Holborn eröffnete und damit den Grundstein der aus dem Familienunternehmen hervorgegangenen Supermarktkette J Sainsbury legte. Sein Vater John Benjamin Sainsbury war der älteste Sohn von John James Sainsbury und wurde nach dessen Tod 1928 Vorstandsvorsitzender des Unternehmens.
Nach dem Besuch des Haileybury and Imperial Service College in Hertford Heath trat Alan Sainsbury zusammen mit seinem jüngsten Onkel Paul Sainsbury 1921 als Einkäufer in das Unternehmen ein. Aus seiner 1925 geschlossenen und 1939 geschiedenen Ehe mit Doreen Davan Adams gingen drei Söhne hervor, John, der später als Baron Sainsbury of Preston Candover für die Conservative Party Mitglied des House of Lords wurde, Simon David sowie Timothy „Tim“ Alan, der 24 Jahre lang die konservativen Tories im House of Commons vertrat und mehrere Juniorministerposten bekleidete. 
Neben seiner beruflichen Laufbahn engagierte sich Sainsbury auch politisch in der Liberal Party, für die er sich bei den Unterhauswahlen am 30. Mai 1929 im Wahlkreis Sudbury erfolglos um ein Abgeordnetenmandat im House of Commons bewarb.

### Vorstandsvorsitzender von J Sainsbury und Oberhausmitglied
1933 wurde er zunächst Direktor des Familienunternehmens, ehe er mit seinem jüngeren Bruder Robert Sainsbury, Vater des späteren Wissenschaftsministers und Baron Sainsbury of Turville, David Sainsbury, nach einem Herzinfarkt ihres Vaters John Benjamin Sainsbury gemeinsam Geschäftsführender Direktor von J. Sainsbury Ltd. wurde. 1944 heiratete er in zweiter Ehe Elizabeth Lewy und hatte mit ihr die gemeinsame Tochter Paulette. In den folgenden Jahren war Alan Sainsbury, der 1945 aus der Liberal Party austrat und Mitglied der Labour Party wurde, nach einem Besuch in den USA maßgeblich an der Einführung von Selbstbedienungsgeschäften in Großbritannien beteiligt und wandelte 1950 die Filiale in Croydon gegen den Widerstand von Kunden und Mitarbeiter in ein Selbstbedienungsgeschäft um.
Nach dem Tod seines Vaters 1956 wurde Alan Sainsbury Vorstandsvorsitzender von J Sainsbury. Dabei brach er einerseits mit der Familientradition, als es 1958 zur Schließung des ersten Geschäfts in 173 Drury Lane kam. Andererseits setzte er die Modernisierung des Unternehmens fort durch die Erweiterung der Produktpalette um frische Lebensmittel und Tiefkühlkost wie ofenfertige, tiefgefrorene Hähnchen und nahm 1959 die Einführung des Slogan Good Food Costs Less At Sainsbury’s vor.
Durch ein Letters Patent vom 3. Mai 1962 wurde Alan Sainsbury als Life Peer mit dem Titel Baron Sainsbury, of Drury Lane in the Borough of Holborn in the County of London, in den Adelsstand erhoben und gehörte damit bis zu seinem Tod dem House of Lords als Mitglied an.
Baron Sainsbury setzte 1964 mit dem ersten Werbespot die Modernisierung des Unternehmens fort. Er war zwischen 1965 und 1967 auch Vorsitzender eines Ausschusses zur Untersuchung der Beziehungen zwischen Pharmaunternehmen und National Health Service (Committee of Inquiry into Relationship of Pharmaceutical Industry with National Health Service). 
Er trat 1967 als Vorstandsvorsitzender von J Sainsbury zurück und wurde Präsident auf Lebenszeit, woraufhin sein jüngerer Bruder Sir Robert Sainsbury neuer Vorstandsvorsitzender wurde. Nachdem dieser bereits 1969 auch zurücktrat und ebenfalls Präsident auf Lebenszeit wurde, folgte Alan Sainsburys ältester Sohn John Davan Sainsbury als neuer Vorstandsvorsitzender. Zu dieser Zeit umfasste das Unternehmen 244 Filialen, von denen bereits 162 Selbstbedienungsgeschäfte waren. Die Durchschnittsfläche der Geschäfte betrug 750 Quadratmeter mit einem Sortiment von rund 4000 Produkten, von denen 1500 eigene Produkte waren. Der Börsengang von J Sainsbury am 12. Juli 1973 war der bis dahin größte an der London Stock Exchange.
1981 trat Baron Sainsbury schließlich aus der Labour Party aus und gehörte zu den prominenten Unterstützern der Social Democratic Party (SDP) am 26. März 1981 durch die ehemaligen Labour-Politiker Roy Jenkins, David Owen, Bill Rodgers und Shirley Williams, die sogenannte Gang of Four.